# Górka Duchowna
Górka Duchowna – wieś w Polsce położona w województwie wielkopolskim, w powiecie leszczyńskim, w gminie Lipno, przy linii kolejowej Wrocław-Poznań.

## Historia
Od XI wieku wieś należała do benedyktynów z Lubinia. Wieś duchowna Górka Mnisza, własność opata benedyktynów w Lubiniu pod koniec XVI wieku leżała w powiecie kościańskim województwa poznańskiego.
W okresie Wielkiego Księstwa Poznańskiego (1815–1848) miejscowość wzmiankowana jako Górka Duchowna należała do wsi większych w ówczesnym pruskim powiecie Kosten rejencji poznańskiej. Górka Duchowna należała do okręgu śmigielskiego tego powiatu i stanowiła siedzibę oddzielnego majątku o tej samej nazwie, który należał wówczas do Bojna. Według spisu urzędowego z 1837 roku Górka Duchowna liczyła 231 mieszkańców, którzy zamieszkiwali 22 dymy (domostwa).
W latach 1954–1959 wieś należała i była siedzibą władz gromady Górka Duchowna, po jej zniesieniu w gromadzie Lipno. W latach 1975–1998 miejscowość administracyjnie należała do województwa leszczyńskiego.
7 lipca 1957 odbył się we wsi pierwszy zjazd kolekcjonerów i miłośników znaków pocztowych o tematyce religijnej, co było znaczącym wydarzeniem w dziejach polskiej filatelistyki.
W 1895 w Górce Duchownej urodził się Tomasz Sobkowiak (zm. 1949), wiceprezydent Leszna, pierwszy powojenny prezydent Zielonej Góry.

## Obiekty
Zabytkowym obiektem jest XIX-wieczny pałac (obecnie mieści się w nim szkoła) i otaczający go park. Majątek ten należał od końca XIX stulecia do niemieckiej rodziny Gustorfów (pomnik właściciela Maxa von Gustorfa znajduje się w parku). Wdowa Margaret von Gustorf w 1945 roku w związku z zakończeniem wojny uciekła do Niemiec, a majątek zostawiła pod opieką swoich pracowników. Następnie przejęty został przez państwo. W okolicy wsi znajduje się także przystanek kolejowy.

## Sanktuarium i odpust
We wsi znajduje się znane w regionie sanktuarium Matki Bożej Pocieszenia. Corocznie w ostatnim tygodniu sierpnia odbywa się tu odpust maryjny, na który przybywają tysiące pielgrzymów. Zmarł tutaj błogosławiony Edmund Bojanowski, działacz społeczny i założyciel ochronek dla dzieci wiejskich. Na terenie sanktuarium znajduje się jego muzeum.
Coroczny odpust trwa 10 dni (sobota: rozpoczęcie Nieszporami, czuwanie przed obrazem Matki Bożej Pocieszenia; niedziela, dzień ludzi pracy; poniedziałek: dzień sióstr zakonnych i świeckich instytutów życia konsekrowanego; wtorek: dzień chorych; środa: papież i ojczyzna; czwartek: dzień kapłański; piątek: dzień dzieci; sobota: dzień Maryjny; niedziela: dzień szkolny; poniedziałek: dzień pamięci o zmarłych).

## Publikacje
- Łukasz Jędrzejewski, Górka Duchowna na przedwojennych pocztówkach i fotografiach, Lipno 2017
- ks. Jan Glapiak, Górka Duchowna: sanktuarium Maryjne Wielkopolski, wyd. Księgarnia Świętego Wojciecha, Poznań 2001, ISBN 83-7015-578-2
- Franciszek Grys, Górka Duchowna w służbie Bogu i ojczyźnie, Towarzystwo Miłośników Ziemi Kościańskiej, Kościan 1993